# أندريس مارتين غارسيا
أندريس مارتين غارسيا (بالإسبانية: Andrés Martín García)‏ (11 يوليو 1999 في إسبانيا - 11 يوليو 1999) هو لاعب كرة قدم إسباني في مركز الهجوم.

## وصلات خارجية
- أندريس مارتين غارسيا على موقع قاعدة بيانات كرة القدم.إي يو (الإنجليزية)
- أندريس مارتين غارسيا على موقع Soccerway.com (الإنجليزية)